# Lecanactis dubia
Lecanactis dubia är en lavart som beskrevs av G. Merr. Lecanactis dubia ingår i släktet Lecanactis och familjen Roccellaceae.   Inga underarter finns listade i Catalogue of Life.